# Ermelerhaus

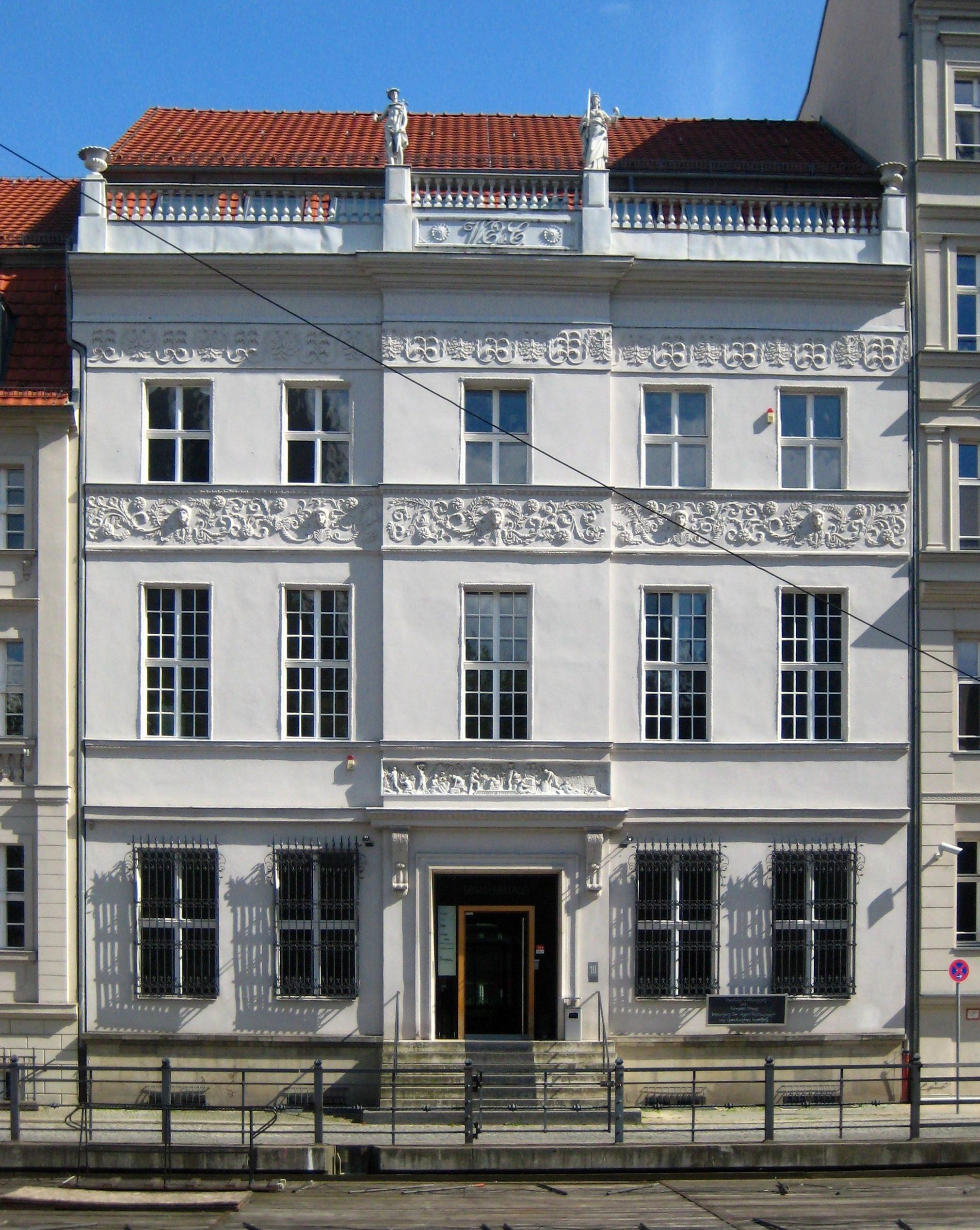
Das Ermelerhaus am Märkischen Ufer 10, 2009

Das Ermelerhaus in der Breiten Straße 11 war eines der wenigen erhalten gebliebenen Patrizierhäuser Alt-Berlins im historischen Stadtteil Alt-Cölln. Das unter Denkmalschutz stehende Gebäude wurde 1966/1967 abgetragen. Auf dem Grundstück Märkisches Ufer Nr. 10 im historischen Stadtviertel Neukölln am Wasser entstand 1968/1969 sein gleichnamiger, denkmalgeschützter Neubau unter Verwendung von charakteristischen Bauelementen.

## Wohn- und Geschäftshaus bis 1914

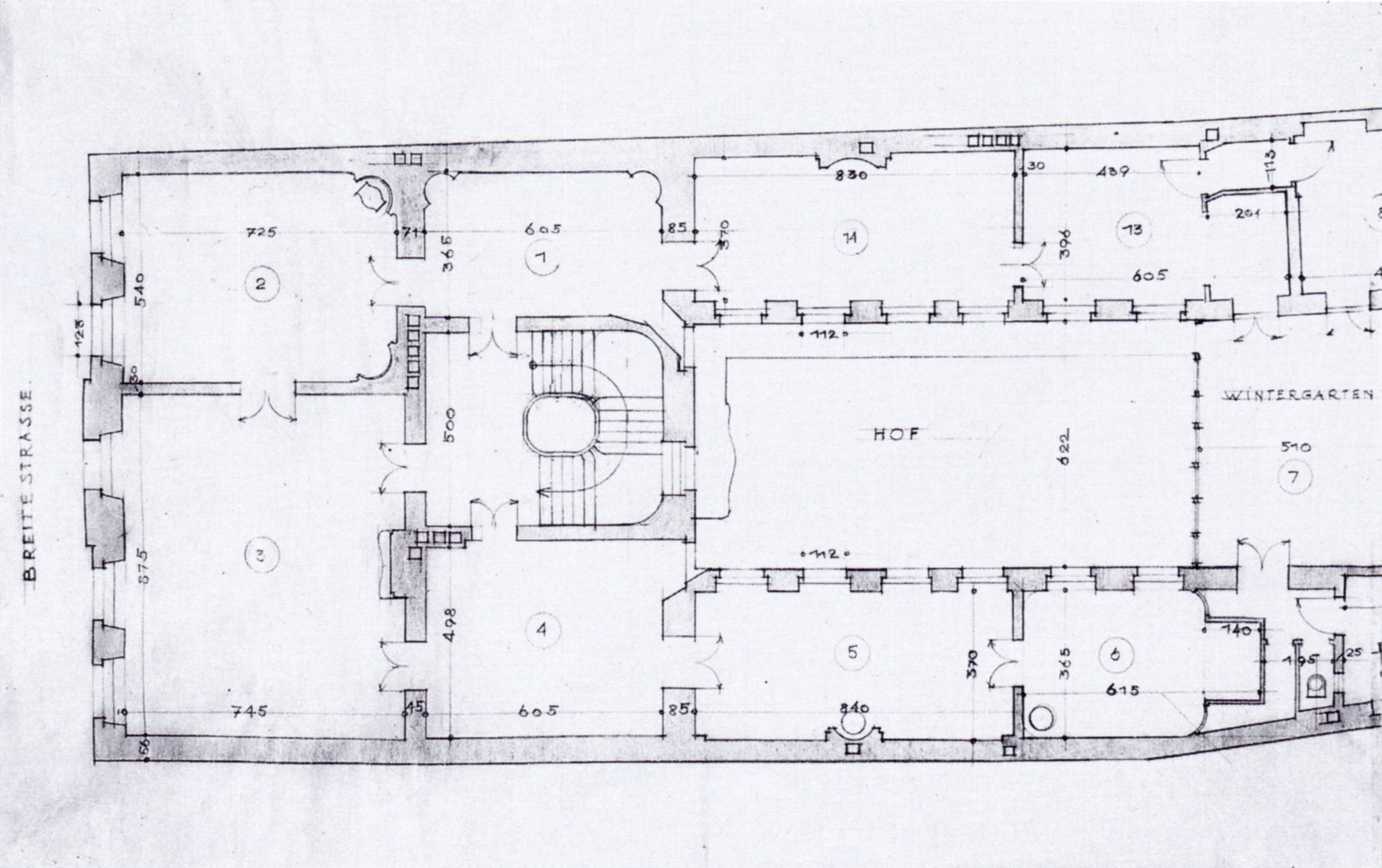
Grundriss des Ermelerhauses. 1948 anhand alter Lichtpausen neugezeichnet.

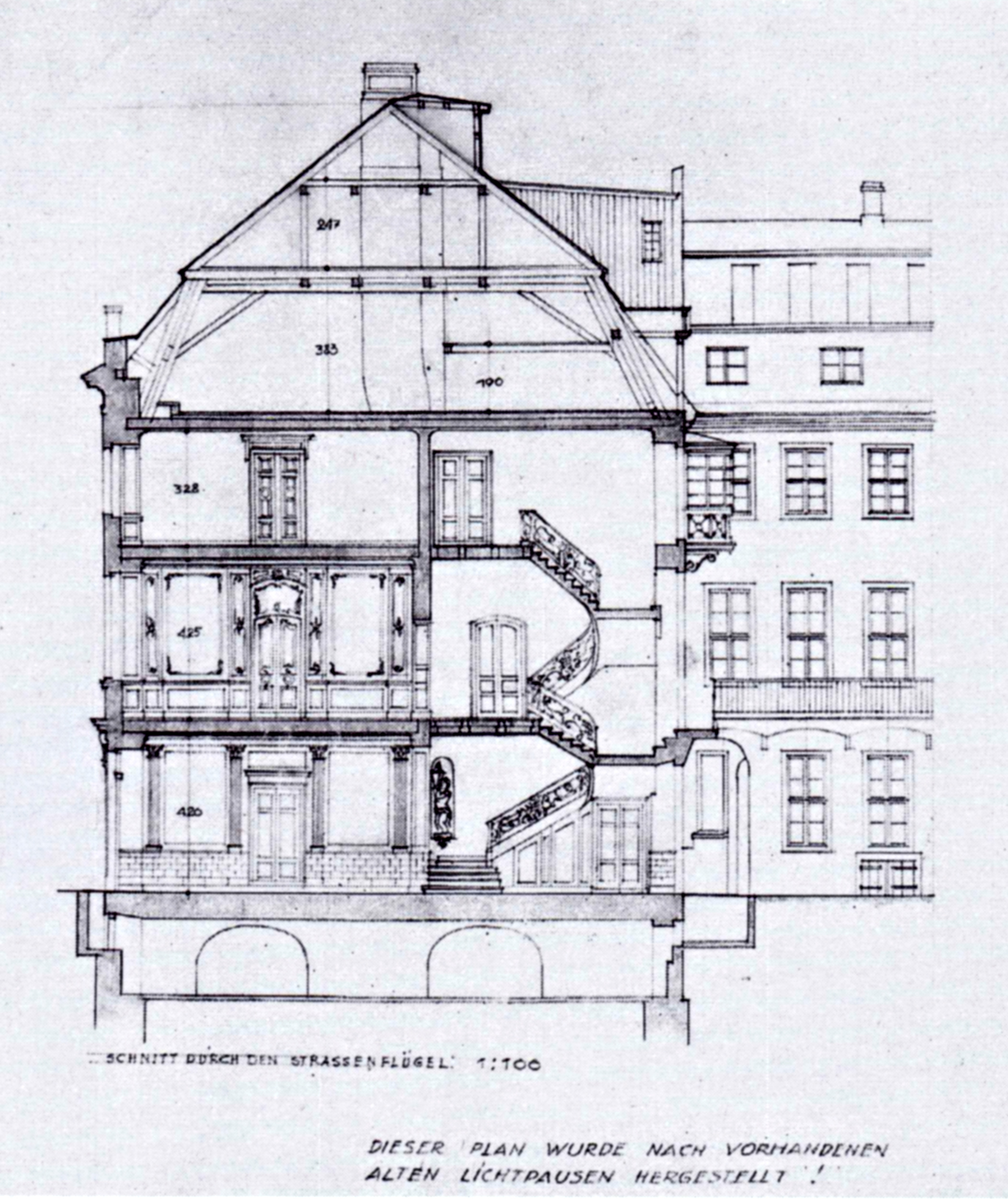
Querschnitt durch das Vorderhaus des Ermelerhauses

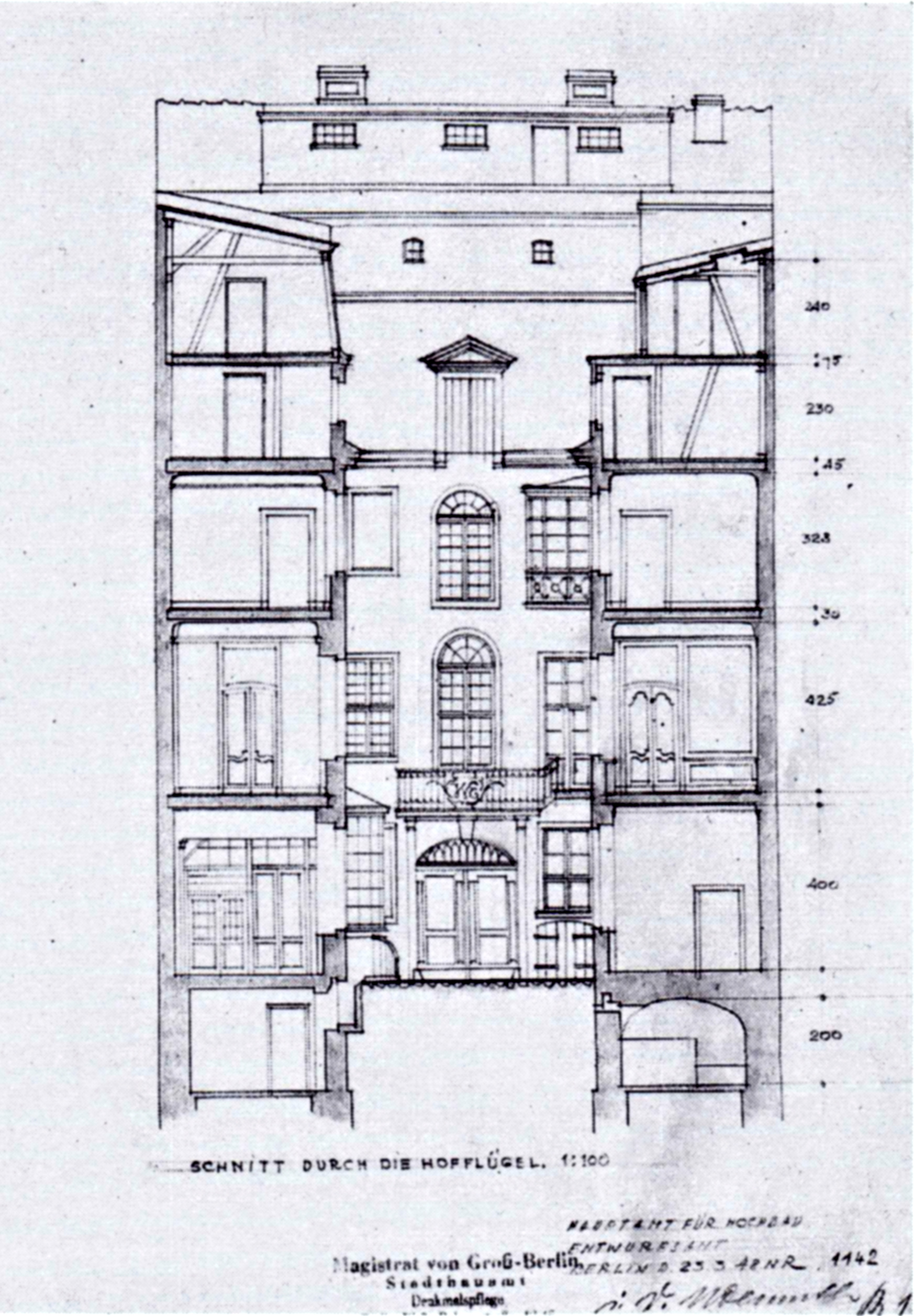
Querschnitt durch die Seitenflügel des Ermelerhauses

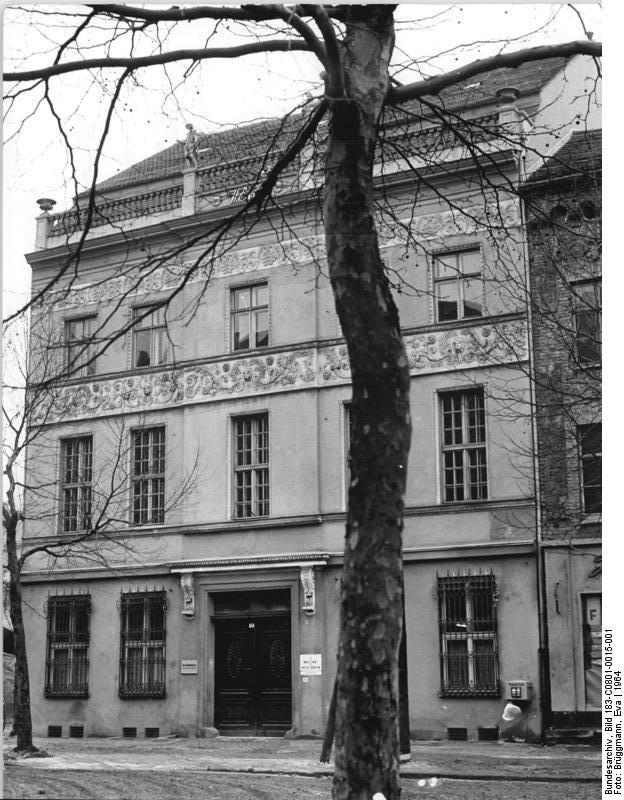
Das bis auf das abgenommene Relief über der Tordurchfahrt restaurierte Ermelerhaus in der Breiten Straße im Jahr 1964, zwei Jahre vor seinem Abriss

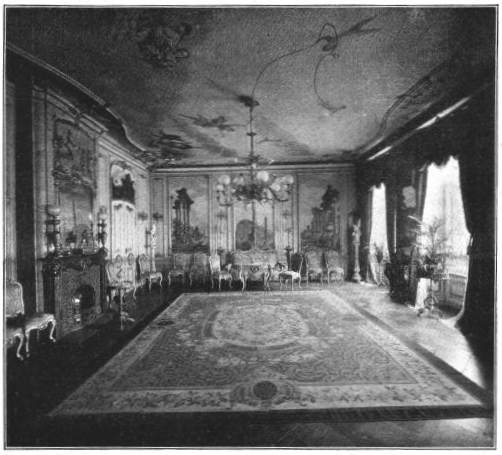
Der Saal im ersten Stockwerk um 1912

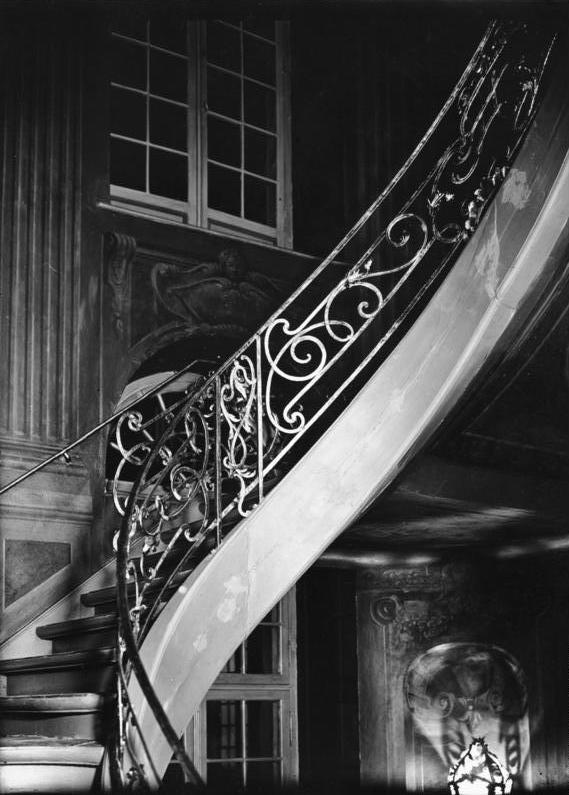
Treppenhaus mit Illusionsmalerei im Ermelerhaus, 1932

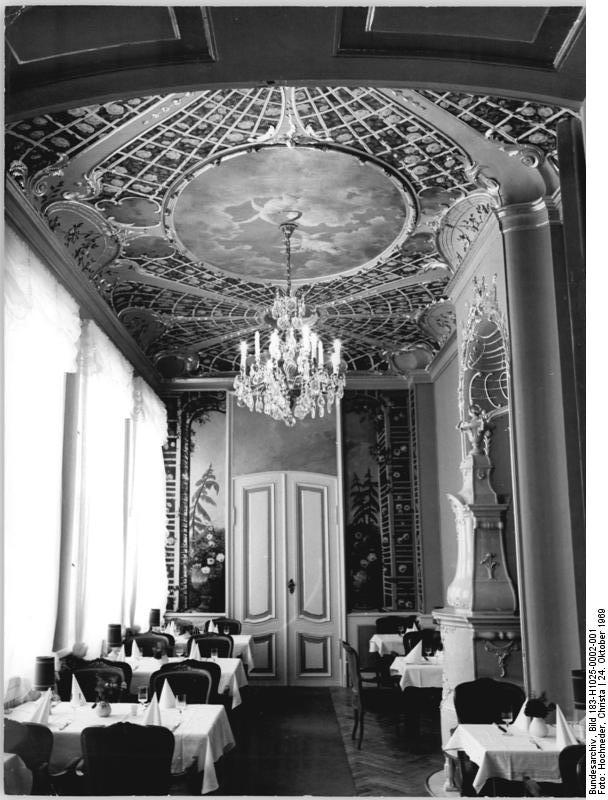
Das Rosenzimmer als Gaststättenraum 1969. Die Wandgemälde der Dammsmühle sind nicht mehr vorhanden.

Das dreigeschossige Haus wurde seit den 1720er Jahren von seinen Besitzern mehrmals umgebaut, wobei es Ausmalungen und eine nahezu kreisrunde, frei geschwungene hölzerne Treppe erhalten hatte. Ludwig Damm, ein Heereslieferant Friedrich II., der das Haus 1760 erwarb, stattete es im Stil des Rokoko aus. Seit dieser Zeit prägten das Treppenhaus eine illusionistische Ausmalung und ein schmiedeeisernes, vergoldetes Treppengeländer. Von den Ecknischen her beleuchteten es laternentragende Putti, die im Deckengemälde in den Himmel fortschwebten. Die drei Flügel des Gebäudes waren im ersten Obergeschoss enfiladiert. Der dreifenstrige Festsaal enthielt Wandgemälde mit Landschaftsdarstellungen der römischen Antike, geschaffen vom Berliner Veduten- und Theatermaler Carl Friedrich Fechhelm, ein allegorisches Deckengemälde nach Art des Johann Christoph Frisch und einen stuckmarmornen Kamin. Auch die sieben anderen Wohnräume, von denen jeweils zwei in den Seitenflügeln um den Hof lagen, waren mit Boiserien reich ausgestattet und mit Supraporten Fechhelms versehen. Im Rosenzimmer, das als rosenbewachsene Laube gestaltet war, zeigten zwei große Wandbilder den Landsitz des Besitzers, die Dammsmühle.
Der folgende Eigentümer, der Tabakfabrikant Neumann, ließ in den Jahren nach 1804 lediglich die Fassade im Stil des Klassizismus umgestalten. Der Hauptfries unterhalb der Fenster im zweiten Obergeschoss und ein schmaler oberhalb dieser Fenster zeigten Ranken, Rosetten, Masken und Palmetten. Den einachsigen Mittelrisalit betonte ein Relief aus  Zinkguss über dem Portal, das den Tabakhandel thematisierte. Bekrönt wurde er durch Zinkgussstatuen des Merkurs und der Iustitia, flankiert von Kratervasen.
Im Jahr 1824 erwarb der Tabakfabrikant Wilhelm Ferdinand Ermeler (1784–1866) das Haus (Werbeslogan: Wo kommt der beste Tabak her? Merk auf, mein Freund, von Ermeler). Der erfolgreiche Unternehmer war ein typischer Vertreter des vielseitig gebildeten und aufstrebenden Berliner Bürgertums. Das Ermelerhaus wurde durch wöchentliche öffentliche Abende am Mittwoch und geschlossene am Sonntag in den nächsten Jahrzehnten zu einem Treffpunkt der Berliner Gesellschaft. Bis ins hohe Alter erschienen im Kreis von Künstlern, Gelehrten und Kaufleuten regelmäßig der Bildhauer Rauch, der Bischof Neander, der Musikkritiker Rellstab, wie auch der Gouverneur von Berlin, der „Alte Wrangel“ und die Politiker Auerswald und Itzenplitz. Seit den 1860er Jahren führte zudem Ermelers Schwiegertochter Anna Elisabeth (gest. 1891) einen in Berlin einzigartigen „polyglotten Salon“ im Hause.
Bis auf die Anbringung einer Balustrade auf dem Dach, zweier auf Holz gemalter Landkarten in der Durchfahrt, die die Handelsbeziehungen der Firma und das frühe deutsche Eisenbahnnetz zeigten, und von Umbauten im Erdgeschoss zur Einrichtung von Ladengeschäften, verzichteten Ermeler und seine Nachfahren auf Veränderungen am Haus und wandten beträchtliche Mittel zu seiner Erhaltung und einer Restaurierung in den Jahren 1868–1872 auf. Es überstand daher im 19. Jahrhundert die für Berlin typischen Abriss- und Modernisierungswellen.

## Bibliothek bis 1931 und Zweigstelle des Märkischen Museums von 1932 bis 1945
Wilhelm Ermelers Sohn Karl Albert (1816–1872) und dessen Sohn Richard (1845–1907) hatten die Tradition des offenen Hauses fortgeführt. Die Erben Richard Ermelers verkauften die Firma 1909 an die Badische Tabakmanufaktur. Das Ermelerhaus war bereits eine Sehenswürdigkeit, als es die Familie 1914 für eine Million Goldmark an die Stadt Berlin mit der Auflage, die Rokoko-Räume bis 1965 unverändert zu erhalten, verkaufte. Unter den Bedingungen des Ersten Weltkriegs nahm es provisorisch die Magistratsbibliothek auf.
Berlins neuer Oberbürgermeisters Heinrich Sahm erfüllte bei seinem Amtsantritt 1931 den lang gehegten Wunsch des Direktors des Märkischen Museums, Walter Stengel, das Ermelerhaus mitsamt den ausgedehnten Fabrikgebäuden im hinteren Grundstücksteil als Zweigstelle und Ausstellungsgebäude zu übernehmen. Stengel vertrat in seiner Museumsarbeit seit 1925 das neuartige Konzept des Museums als Erkundungsposten für die städtische Gegenwart. Das Ermelerhaus eröffnete im Oktober 1932 mit einer Gemäldeausstellung, in der Werke von Käthe Kollwitz und Ernst Barlach und ab März 1933 die Kunstsammlung Alfred Cassirers gezeigt wurden. Eine ständige Ausstellung stellte die Berliner Kulturgeschichte des 18. Jahrhunderts bevorzugt durch Zeugnisse aus der unmittelbaren Umgebung des Hauses in der Breiten Straße dar. Die Entwicklung bis zur Gegenwart präsentierten speziell gestaltete Räume, die Stengel dem Historismus, dem Jugendstil und dem Bauhaus widmete. Die Fabrikräume zeigten ab 1935 die Welt des Kindes und die Welt der Hausfrau.
Auf persönliche Intervention des preußischen Finanzministers Johannes Popitz nahm das Quergebäude des Ermelerhauses 1934 das klassizistische und von Karl Wilhelm Wach ausgemalte Treppenhaus und Teile der Fassade des Weydingerschen Hauses aus der Unterwasserstraße 5 auf, das dem Neubau der Reichsbank zum Opfer gefallen war. Ein Raum im Seitenflügel erhielt eine Stuckdecke, die Andreas Schlüter 1701 für das Palais Wartenberg geschaffen hatte und die sich nach dessen Abriss im Kunstgewerbemuseum befunden hatte.
Obwohl das Ermelerhaus in die nationalsozialistische Kulturpolitik eingebunden war, blieb die Ausstellung inhaltlich „von nationalsozialistischem Gedankengut frei“. Bereits die Präsentation der Sammlung Cassirer in den Tagen der Machtübernahme der NSDAP mit „altbürgerlichen Urberlinern, Judenschaft und gräflichem Adel“ erschien nach dem Zeugnis Max Sauerlandts „ganz zeitverloren“.
Das Ermelerhaus entwickelte sich, wie bereits das Märkische Museum im Berlin der Zwanziger Jahre, zum Publikumsmagneten und sein Besuch gehörte zum Unterrichtsprogramm der Berliner Schulen. Bei Ausbruch des Zweiten Weltkriegs musste das Ermelerhaus schließen. Seine Sammlungen wurden ausgelagert.

## Öffentliches Gebäude von 1945 bis 1967
Im Zweiten Weltkrieg erlitten einige Innenräume und die Fassade des Ermelerhaus Beschädigungen durch Bombensplitter. Unmittelbar bei Kriegsende hatten sich offenbar spontan Dienststellen des Magistrats in seine leeren Rokoko- und Ausstellungsräume eingenistet. Die ausgelagerte Ausstellung, deren Bestand nur zum Teil den Krieg überstanden hatte, durfte trotz der Bemühungen Stengels nicht in die Räume zurückkehren und das Haus stand dem Märkischen Museum nicht länger zur Verfügung. Stengels Konflikte mit den seit 1948 in Ost-Berlin endgültig tonangebenden SED-Kulturpolitikern resultierten aus deren Ablehnung seines Museumskonzepts, dem die Betonung sozialgeschichtlicher Bezüge im Sinne des Marxismus-Leninismus fehlte.
Nach kurzer Unterbrechung diente das Ermelerhaus erneut als Ratsbibliothek, wie die Magistratsbibliothek seit 1934 hieß, und Stadtarchiv. Zur Aufstellung kamen auch die 1945 geretteten Reste der Friedländischen Bibliothek aus Kunersdorf. Im Erdgeschoss befand sich ein öffentlicher Lesesaal, wo um 1948 „sämtliche Berliner und viele auswärtige und ausländische Zeitungen und Zeitschriften“ auslagen. Die Treppenhäuser konnten besichtigt werden.
Die Restaurierung der Rokokoräume begann 1952. Zuerst konnten sie 1954 im Vogelzimmer abgeschlossen werden. Im Treppenhaus kam die ursprüngliche lichte Farbigkeit des Deckengemäldes zum Vorschein. Seit 1959 wurden auch die Rokoko-Prachträume zur Breiten Straße Besuchern gezeigt. Der Dachstuhl wurde 1959 erneuert und 1960/1961 erfolgte die Restaurierung der Fassade.

## Abriss 1967/1968
Schon die seit 1949 veröffentlichten und oft veränderten Pläne der DDR zur Neugestaltung des Berliner Stadtzentrums ließen nicht klar erkennen, ob das Ermelerhaus erhalten bleiben sollte. Infolge der programmatischen Sprengung des Berliner Schlosses Ende 1950 zur Anlage eines Demonstrationsplatzes für 400.000 Menschen war offensichtlich, dass die Breite Straße als Anmarschweg zur Tribüne zu schmal war. Nachdem Stengel 1950 gegen den geplanten Abriss des Berliner Schlosses öffentlich protestiert hatte, war seine Stellung an der Spitze des Museums unhaltbar geworden. Mit seiner Flucht nach West-Berlin im Dezember 1952 verlor das Ermelerhaus seinen prominentesten Verteidiger. Trotz der systematischen Restaurierung des Ermelerhauses durch den Magistrat waren wiederholt Gerüchte laut geworden, wonach sein Abriss bevorstehe.
Die Errichtung des Staatsratsgebäudes und seines Funktionsgebäudes entlang der Breiten Straße hatte um 1960 zum Abriss der Bebauung nördlich der Neumanns- und Sperlingsgasse geführt, wodurch die zukünftige Breitenverdoppelung der Breiten Straße ersichtlich geworden war. Mit dem Übergreifen des Abrisses auf den Häuserblock südlich der Neumannsgasse 1964 im Zuge des weiteren Ausbaus des Regierungszentrums der DDR galt der Abriss des Ermelerhauses als beschlossene Sache und führte zu unüberhörbaren Protesten in ganz Berlin. Als im Winter 1967/1968 der Abriss des Ermelerhauses wie auch der übrigen Bebauung der westlichen Seite der Breiten Straße stattfand, verkündete der Rat des Stadtbezirks Mitte den Wiederaufbau des Ermelerhauses an anderer Stelle bis zum 20. Jahrestag der DDR am 7. Oktober 1969.
Bevor sein Abriss begann, wurde das Ermelerhaus bauhistorisch dokumentiert und zunächst die 1934 eingebaute Schlüter-Decke abgenommen. Der Abbau der Wandgestaltungen, des Treppengeländers und der Deckengemälde des Saals und des Rosenzimmers, danach der des Fassadenschmucks folgte 1967 während des Abrisses. Wegen des festgelegten Termins mussten die Arbeiten „in äußerst knapper Zeit“ stattfinden.
Die Ratsbibliothek zog in einen restaurierten Flügel des gegenüberliegenden Marstallgebäudes. Die Treppe des Weydingerschen Hauses wurde 1977 in das Quergebäude des Nicolaihauses in der Brüderstraße 13 eingebaut, das Deckengemälde von Wach dagegen in das Zentrale Haus der Gesellschaft für Deutsch-Sowjetischen Freundschaft. Die Schlüter-Decke wurde zum Einbau in das wieder zu errichtende Ephraim-Palais vorgesehen, wo sie sich seit 1987 befindet.
In der auf das Doppelte verbreiterten Breiten Straße schloss sich an das Funktionsgebäude des Staatsrates nun südlich der Neumannsgasse das DDR-Bauministerium an. Seit 1968 nehmen diese in Plattenbauweise errichteten Gebäude die gesamte Länge der Breiten Straße ein, während sich am Platz des Ermelerhauses Straßenland befindet.

## Wiederaufbau 1968/1969

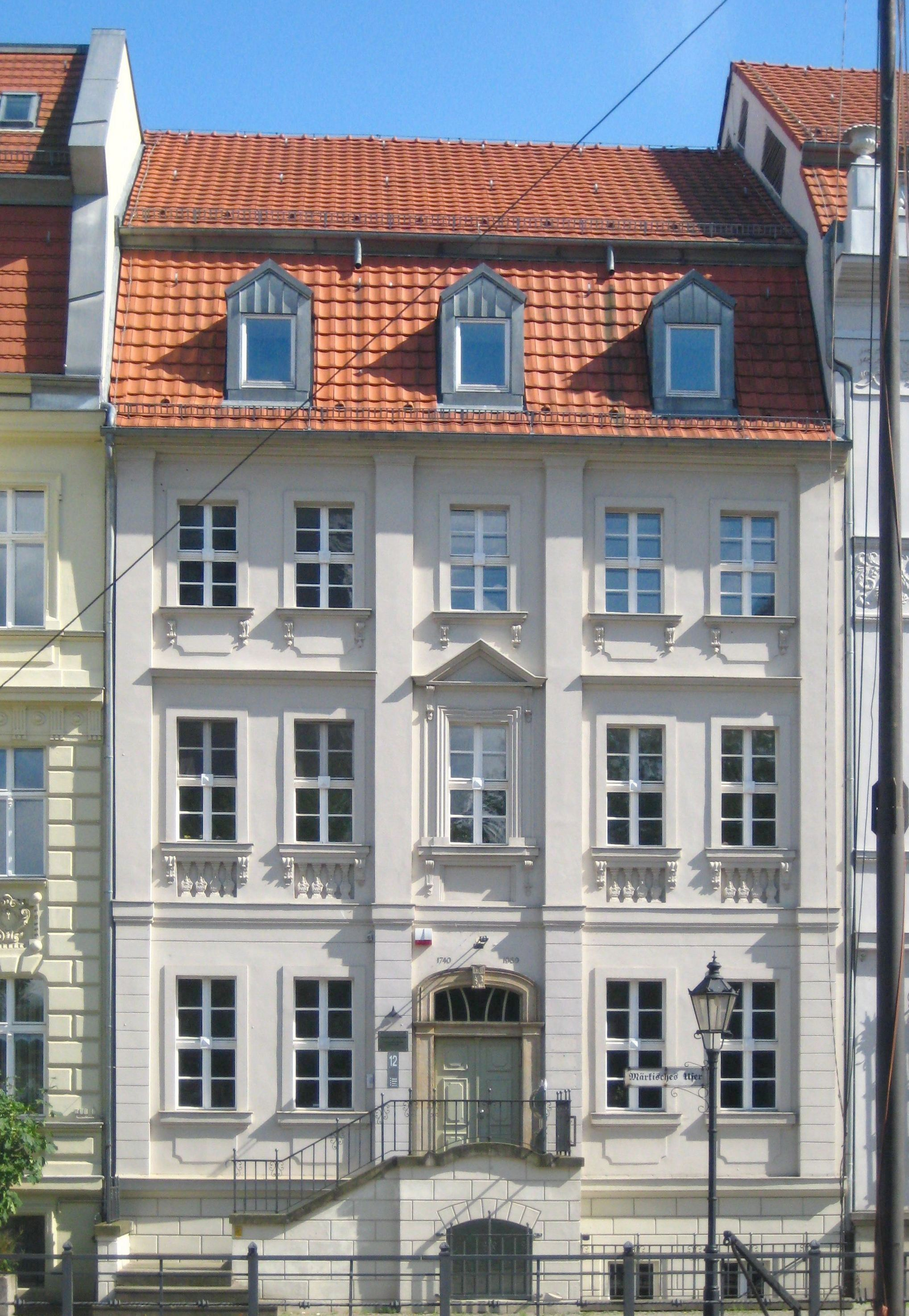
Märkisches Ufer 12, 2009. Das 1968/1969 zusammen mit dem Ermelerhaus errichtete und mit ihm verbundene Nachbarhaus ist eine Kopie des 1969 abgerissenen gegenüberliegenden Hauses Friedrichsgracht 15

Als Standort des zu rekonstruierenden Ermelerhauses wählte 1968 der Rat des Stadtbezirks Mitte eine Baulücke der Uferstraße Märkisches Ufer in dem alten Stadtteil Neukölln am Wasser. Das Projekt war einbezogen in die wenig später gescheiterte Planung einer Traditionsinsel, zu der neben anderen versetzten Gebäuden auch das wieder zu errichtende Ephraim-Palais gehören sollte. Im Herbst 1968 begannen die Bauarbeiten. Das abgeräumte Ruinengrundstück hatte einen hohen Grundwasserstand, weshalb das von Klaus Pöschk projektierte neue Ermelerhaus auf einen Sockel gestellt werden musste und eine Wangentreppe bekam. Damit verlor es seine Tordurchfahrt und die massive zweiflüglige Holztür musste durch eine moderne Metall-Glas-Konstruktion ersetzt werden. Beim Wiederaufbau des Treppenhauses wurden nur die Putti aber nicht die Bemalung übernommen. Über die nun aus Beton hergestellte Treppe mit dem vergoldeten Originalgeländer konnten sechs wiedererrichtete, etwas veränderte und mit Antiquitäten und Bildern des 18. Jahrhunderts geschmückte Rokoko-Räume in der Beletage besucht werden. Sie erhielten die originalen Deckengemälde und den Kamin, einen Ofen und Teile der Boiserien. Das übrige und der Stuck entsprechen weitgehend dem Original. Die Wandbilder und Supraporten Fechhelms sind bereits 1966 abgenommen worden, um im Märkischen Museum restauriert zu werden, wo sie verblieben. Anstelle der Wandbilder befanden sich an den Wänden und in den Supraporten des Neubaus Textiltapeten mit Rokoko-Motiven.
Das neue Ermelerhaus ist mit seinem zeitgleich errichteten Nachbarhaus Märkisches Ufer 12 im Innern verbunden. Dieses dreigeschossige und fünfachsige Gebäude ist eine Replik des später abgeräumten Bürgerhauses Friedrichsgracht 15, das aus der Zeit des Soldatenkönigs um 1740 stammte und einzigartigerweise noch immer die damals übliche Außentreppe vorwies. Es gehörte zu den acht unter Denkmalschutz stehenden Häusern des gegenüberliegenden Ufers, die seit etwa 1967 abgerissen wurden, um Platz für die Hochhausbebauung des Fischerkietzes zu schaffen. Das Haus galt innen wie außen als relativ gut erhalten. Allerdings war sein die Mittelachse krönendes Stuck-Emblem bereits herabgefallen. Sein Neubau entspricht weder im Grundriss noch in Baudetails dem Original, auch Tür und Oberlicht sind lediglich vereinfachende Nachbildungen. Er steht wie das Ermelerhaus auf einem Sockel.
Entgegen einer weit verbreiteten Legende wurden die beiden Gebäude nicht transloziert, sondern als Adaption in den Dimensionen des abgetragenen Originals neu errichtet, wozu im Innern des Ermelerhauses und an seiner Fassade bedeutende charakteristische Teile entweder wieder eingebaut oder, wie der obere Fries der Fassade und das Relief über dem Portal, neu angefertigt wurden.

## Gastronomische Einrichtung
Pünktlich am Tag der Republik des Jahres 1969 fand die Eröffnung des Ermelerhauses als eine der wenigen Luxusgaststätten in Ostberlin statt. In den Rokoko-Räumen des ersten Stocks befand sich ein Weinrestaurant, im Hochparterre ein Café. Das Ermelerhaus war stets gut besucht und Schauplatz öffentlicher Empfänge, auch von westlichen Besuchern. Im Keller, separat zu erreichen über die Kellertreppe des Nachbarhauses, ergänzte die preiswerte und rustikale Bierstube Raabediele das gastronomische Angebot. Sie sollte an die historische Gaststätte Raabediele erinnern, die sich in dem zu Ostern 1964 abgerissenen Haus Sperlingsgasse Nr. 10, einem nach Kriegsbeschädigung restaurierten Fachwerkbau aus dem Jahre 1621, befunden hatte. Das Restaurant Ermelerhaus verlor nach der Wiedervereinigung Berlins seine exklusive Stellung in der Gastronomie der Berliner Mitte und musste nach einigen Jahren schließen, wie auch später die Raabediele.
Im Jahr 1997 erwarb die Hotelkette Art’otel das Ermelerhaus und sein Nachbargebäude zusammen mit dem Grundstück Wallstraße 70–73. Nach einem Entwurf der österreichischen Architektin Johanne Nalbach entstand ein Hotelkomplex, dessen Ambiente gemäß dem Alleinstellungsmerkmal des Unternehmens von einem bestimmten Künstler gestaltet wurde. Dem Art'otel Ermelerhaus Berlin widmete sich Georg Baselitz. Das Ermelerhaus ist in den Komplex einbezogen, wobei sein Hof zum Frühstücksraum der Gäste wurde. Bei der Restaurierung der Rokoko-Räume kamen „zahllose Abhörwanzen“ zum Vorschein. Das Hotel vermietet die Rokoko-Räume des Ermelerhauses mit Bewirtung an private Nutzer, zum Beispiel für Familienfeiern oder Konferenzen. Das obere Stockwerk und das Nachbarhaus sind als Büros vermietet. In den Räumen der ehemaligen Raabediele befindet sich die Betriebskantine der Hotelangestellten.

## Archäologische Untersuchungen in der Breiten Straße
Nach der Aufstellung eines Bebauungsplanes für die Breite Straße und deren Rückbau in den Jahren 2008/2009 will die Senatsverwaltung für Stadtentwicklung des Senats von Berlin am ursprünglichen Standort archäologische Grabungen veranlassen. Anschließend soll entschieden werden, in welcher Form bei der Neubebauung der Breiten Straße an das Ermelerhaus erinnert wird.